# Ryō Yamamura

a Compétitions nationales et continentales officielles uniquement.

b Matchs officiels uniquement.
Dernière mise à jour le 6 septembre 2018.
Ryō Yamamura (山村 亮, Yamamura Ryō), né le 9 août 1981 à Saga (Japon), est un joueur de rugby à XV international japonais évoluant au poste de pilier (1,85 m pour 108 kg). 

## Carrière
Il joue avec l'université de Kanto-Gakuin jusqu'en 2004, avant de rejoindre l'équipe professionnelle des Yamaha Júbilo en Top League.
Il est très régulièrement sélectionné en équipe du Japon de rugby à XV entre 2001 et 2007.
Il a disputé la coupe du monde 2003 (1 match) et 2007 (4 matchs).

## Palmarès
- Sélectionné en équipe du Japon de rugby à XV à 40 reprises
- Sélections par année : 1 en 2001, 3 en 2002, 2 en 2003, 7 en 2004, 9 en 2005, 8 en 2006, 10 en 2007.